# Miss Italia 2008
Miss Italia 2008 si è svolta a Salsomaggiore Terme dal 10 al 13 settembre 2008, ed è stata condotta da Carlo Conti. Inizialmente eliminata e poi ripresa in gara tramite un ripescaggio, la vincitrice del concorso è stata la ventitreenne Miriam Leone di Acireale (CT). Seconda classificata Marianna Di Martino De Cecco di Catania, vincitrice della fascia Miss Sasch Modella Domani e infine terza Athina Covassi di Ovaro (UD), vincitrice del titolo Miss Miluna.

## La gara
Miss Italia 2008 si è svolta in quattro serate il 9 settembre 2008, e poi dall'11 al 13 settembre 2008, condotte da Carlo Conti da Salsomaggiore Terme. L'organizzazione dell'evento è ad opera di Rai Uno, con Patrizia Mirigliani ed Enzo Mirigliani, e la partecipazione del comune di Salsomaggiore Terme. La regia televisiva è affidata a Egidio Romio.
Durante la prima serata vengono presentate le cento concorrenti, divise in quattro gruppi da venticinque, che sfilano davanti alla giuria formata da Enrico Lucherini, Federico Moccia, Giovanna Ralli e Pietro Taricone. Attraverso il televoto vengono selezionate quindici Miss per ogni gruppo che passano alla fase successiva della gara, per un totale di sessanta selezionate.
Durante la seconda serata viene presentato il primo gruppo di trenta semifinaliste, che si sfidano fra loro in gruppi di tre, dal quale vengono selezionate dieci finaliste. A loro si aggiungono altre cinque ripescate per un totale di quindici finaliste. Stesso meccanismo per la seconda serata, in cui vengono selezionate altre quindici finaliste.
Il 12 settembre si è tenuta una puntata del Ruggito del coniglio a Salsomaggiore su Radio2 con le miss finaliste denominata "Coniglio & Miss".
Durante la serata finale, la giuria è composta da: Martina Colombari, Lorena Bianchetti, Kaspar Capparoni, Bianca Guaccero, Pupo, Nino Frassica e Martina Stella, ed è presieduta da Giancarlo Giannini ed Andy García. Durante la serata, attraverso ulteriori eliminazioni il gruppo di concorrenti si va dimezzando sino a giungere a due finaliste, dalle quali viene eletta Miss Italia 2008.

## Piazzamenti
| Risultato finale     | Concorrente |
| -------------------- | --- |
| Miss Italia 2008     | - – Miriam Leone |
| Seconda classificata | - – Marianna Di Martino De Cecco |
| Terza classificata   | - – Athina Covassi |
| Top 5                | - – Ilaria Cusumano - – Benedetta Mazza |
| Top 10               | - – Benedetta Zoli - – Valentina Mio - – Melissa Asquini - – Francesca Balestrieri - – Claudia Boi |
| Top 20               | - – Cecilia Cozzoni - – Erica Cunsolo - – Benedetta Rossi - – Marta Accaputo - – Sabrina Cereseto - – Monica Cimadamore - – Giuseppina D'Alise - – Vanessa Frisenna - – Mara Dall'Armellina - – Michela Albiani |
| Top 40               | - – Maria Elena Monego - – Virginia Leonardi - – Jessica Faretra Lenti - – Margherita Diffido - – Martina Alati - – Lisa Pellegrini - – Emanuela Metozzi - – Barbara Fumagalli - – Alice Consoli - – Maria Teresa Rocca - – Giulia Capocchi - – Eleonora Giada Busi - – Chiara Pirocchi - – Claudia Maria Pandolfo - – Lara Menegazzo - – Adriana Di Paola - – Alyssa Polyshuk - – Veronica Mazzarini - – Giada Fagiana - – Marika Zoccarato |

In corsivo le ragazze che sono state ripescate

## Altri riconoscimenti
- Miss Cinema: Miriam Leone
- Miss Eleganza: Sabrina Cereseto
- Miss Cotonella: Emanuela Metozzi
- Miss Sasch Modella Domani: Marianna Di Martino
- Miss L'auraBlu Moda Mare: Martina Alati
- Miss Deborah: Barbara Fumagalli
- Miss Wella Professionals: Rebecca Cristina
- Miss Peugeot: Marianna Crognale
- Miss Miluna: Athina Covassi
- Miss Rocchetta Bellezza: Giulia Capocchi
- Miss Sorriso LeiCard: Margherita Diffido
- Miss TV Sorrisi e Canzoni: Stefanie Gasser
- Miss Diva e Donna: Marianna Di Martino
- Miss Ragazza Moderna: Veronica Mazzarini

## Le concorrenti
001) Sabrina Di Leonardo (Miss Valle d'Aosta)

002) Amanda De Mar (Miss Piemonte)

003) Laura Arrigoni (Miss Lombardia)

004) Giulia Sibilio (Miss Trentino-Alto Adige)

005) Athina Covassi (Miss Friuli Venezia Giulia)

006) Maria Elena Monego (Miss Veneto)

007) Rebecca Cristina (Miss Liguria)

008) Benedetta Mazza (Miss Emilia)

009) Benedetta Zoli (Miss Romagna)

010) Elisa Severi (Miss Toscana)

011) Virginia Leonardi (Miss Umbria)

012) Marianna Crognale (Miss Marche)

013) Roberta Foresi (Miss Abruzzo)

014) Jessica Faretra Lenti (Miss Lazio)

015) Margherita Diffido (Miss Campania)

016) Cecilia Cozzoni (Miss Molise)

017) Roberta Cantore (Miss Puglia)

018) Erica Cunsolo (Miss Calabria)

019) Federica Mazzeo (Miss Basilicata)

020) Marianna Di Martino De Cecco (Miss Sicilia)

021) Silvia Cabras (Miss Sardegna)

022) Eleonora Crocioschi (Miss Roma)

023) Giusi Maccarone (Miss Milano)

024) Gemma Giussani (Miss Cinema Lombardia)

025) Lisa Schatzer (Miss Cinema Trentino-Alto Adige)

026) Elisa Pilati (Miss Cinema Friuli Venezia Giulia)

027) Benedetta Rossi (Miss Cinema Toscana)

028) Martina Alati (Miss Cinema Lazio)

029) Antonella Doronzo (Miss Cinema Puglia)

030) Alice Tonozzi (Miss Eleganza Lombardia)

031) Marta Accaputo (Miss Eleganza Liguria)

032) Lisa Pellegrini (Miss Eleganza Toscana)

033) Dalila Caniglia (Miss Eleganza Abruzzo)

034) Elena Micaela Basile (Miss Eleganza Campania)

035) Emanuela Metozzi (Miss Eleganza Puglia)

036) Francesca Fissore (Miss Wella Professionals Piemonte)

037) Cristina Amaglio (Miss Wella Professionals Lombardia)

038) Melinda Minen (Miss Wella Professionals Friuli Venezia Giulia)

039) Sabrina Cereseto (Miss Wella Professionals Emilia-Romagna)

040) Angela Acciarino (Miss Wella Professionals Umbria)

041) Monica Cimadamore (Miss Wella Professionals Marche)

042) Rachele Cialfi (Miss Wella Professionals Abruzzo)

043) Nunzia Di Maio (Miss Wella Professionals Campania)

044) Francesca Pappalardi (Miss Wella Professionals Puglia)

045) Elisa Giganti (Miss Wella Professionals Sicilia)

046) Helene Masselin (Miss Wella Professionals Sardegna)

047) Roberta Leotta (Miss Sasch Modella Domani Piemonte)

048) Barbara Fumagalli (Miss Sasch Modella Domani Lombardia)

049) Branislava Grbic (Miss Sasch Modella Domani Friuli Venezia Giulia)

050) Karimen Gebril (Miss Sasch Modella Domani Emilia-Romagna)

051) Martina Alocci (Miss Sasch Modella Domani Toscana)

052) Alessia Tedeschi (Miss Sasch Modella Domani Abruzzo)

053) Ilaria Rosa (Miss Sasch Modella Domani Lazio)

054) Giuseppina D'Alise (Miss Sasch Modella Domani Campania)

055) Cristina Saracino (Miss Sasch Modella Domani Puglia)

056) Alice Consoli (Miss Sasch Modella Domani Sicilia)

057) Maria Teresa Rocca (Miss Rocchetta Bellezza Lombardia)

058) Tatiana Antonina Cipriano (Miss Rocchetta Bellezza Liguria)

059) Giulia Capocchi (Miss Rocchetta Bellezza Toscana)

060) Giorgia Verdolini (Miss Rocchetta Bellezza Marche)

061) Roberta Valerio (Miss Rocchetta Bellezza Abruzzo)

062) Guendalina Bianchetti (Miss Rocchetta Bellezza Lazio)

063) Marsia Lamberti (Miss Rocchetta Bellezza Campania)

064) Vanessa Frisenna (Miss Rocchetta Bellezza Puglia)

065) Erika Romeo (Miss Rocchetta Bellezza Calabria)

066) Rita Cristina Crisà (Miss Rocchetta Bellezza Sicilia)

067) Eleonora Giada Busi (Miss Sorriso LeiCard Lombardia)

068) Alessia Sansoni (Miss Sorriso LeiCard Trentino-Alto Adige)

069) Mara Dall'Armellina (Miss Sorriso LeiCard Veneto)

070) Simona Tornaghi (Miss Sorriso LeiCard Liguria)

071) Caterina Sani (Miss Sorriso LeiCard Toscana)

072) Chiara Pirocchi (Miss Sorriso LeiCard Marche)

073) Tania Gargari (Miss Sorriso LeiCard Lazio)

074) Ornella Gaudio (Miss Sorriso LeiCard Campania)

075) Rocchina Laforgia (Miss Sorriso LeiCard Puglia)

076) Maria Claudia Pandolfo (Miss Sorriso LeiCard Sicilia)

077) Giada Landolfi (Miss Deborah Lombardia)

078) Valentina Mio (Miss Deborah Friuli Venezia Giulia)

079) Lara Menegazzo (Miss Deborah Veneto)

080) Michela Albiani (Miss Deborah Toscana)

081) Melissa Asquini (Miss Deborah Lazio)

082) Francesca Balestrieri (Miss Deborah Campania)

083) Luna Voce (Miss Deborah Calabria)

084) Brenda Li Quadri (Miss Deborah Puglia)

085) Adriana Di Paola (Miss Deborah Sicilia)

086) Claudia Boi (Miss Deborah Sardegna)

087) Anna Cristella (Miss L'auraBlu Moda Mare Lombardia)

088) Stefanie Gasser (Miss L'auraBlu Moda Mare Trentino-Alto Adige)

089) Laura Pagnan (Miss L'auraBlu Moda Mare Liguria)

090) Alyssa Polyshuk (Miss L'auraBlu Moda Mare Emilia-Romagna)

091) Daniela Fontani (Miss L'auraBlu Moda Mare Toscana)

092) Veronica Mazzarini (Miss L'auraBlu Moda Mare Lazio)

093) Manuela Catapano (Miss L'auraBlu Moda Mare Campania)

094) Jessica Sabella (Miss L'auraBlu Moda Mare Molise)

095) Ilaria Cusumano (Miss L'auraBlu Moda Mare Sicilia)

096) Miriam Valdes (Miss L'auraBlu Moda Mare Sardegna)

097) Miriam Leone (Miss Prima dell'Anno 2008)

098) Giada Fagiana (Miss Salsomaggiore Terme)

099) Marika Zoccarato (Miss Jesolo)

100) Manola Cardin (Miss Cortina)

## Riserve
101) Stephanie Bianchi (Miss Sorriso LeiCard Abruzzo)

102) Sofia Felicioni (Miss Eleganza Umbria)

103) Anna Ragucci (Miss Wella Professionals Basilicata)

## Ascolti
| Puntata           | Spettatori | Share  | Fonte  |
| ----------------- | ---------- | ------ | ------ |
| 9 settembre 2008  | 3.300.000  | 19,03% | [ 9 ]  |
| 11 settembre 2008 | 3.200.000  | 20,42% | [ 10 ] |
| 12 settembre 2008 | 3.600.000  | 23,97% | [ 11 ] |
| 13 settembre 2008 | 5.600.000  | 34,72% | [ 12 ] |